# Rosey Fletcher
Pour les articles homonymes, voir Fletcher.
Rosey Fletcher, de son vrai nom Gabrielle Ros Fletcher, née le 30 novembre 1975 à Anchorage, est une snowboardeuse américaine.

## Palmarès

### Jeux olympiques
- Médaille de bronze en slalom géant parallèle en 2006, aux Jeux olympiques d'hiver de 2006 à Turin (Italie)

### Coupe du monde
- 3e du classement général de la Coupe du monde de snowboard en 2001.
- 3e du classement slalom parallèle en 2001.
- 22 podiums dont 8 victoires.